# Tupolev Tu-160
O Tu-160 (designação NATO, Blackjack) é um bombardeiro estratégico, supersónico desenvolvido na ex União Soviética.
Construído em pequenas quantidades, ainda no tempo da ex URSS estima-se que cerca de 32 unidades foram produzidas incluindo protótipos, em finais de 2010 apenas 16 apresentavam capacidade operacional. Embora várias aeronaves de transporte civis e militares tenham dimensões maiores, o Tu-160 é a maior aeronave de combate, a maior aeronave supersônica e a maior aeronave com asas de geometria variável.

## Desenvolvimento e produção

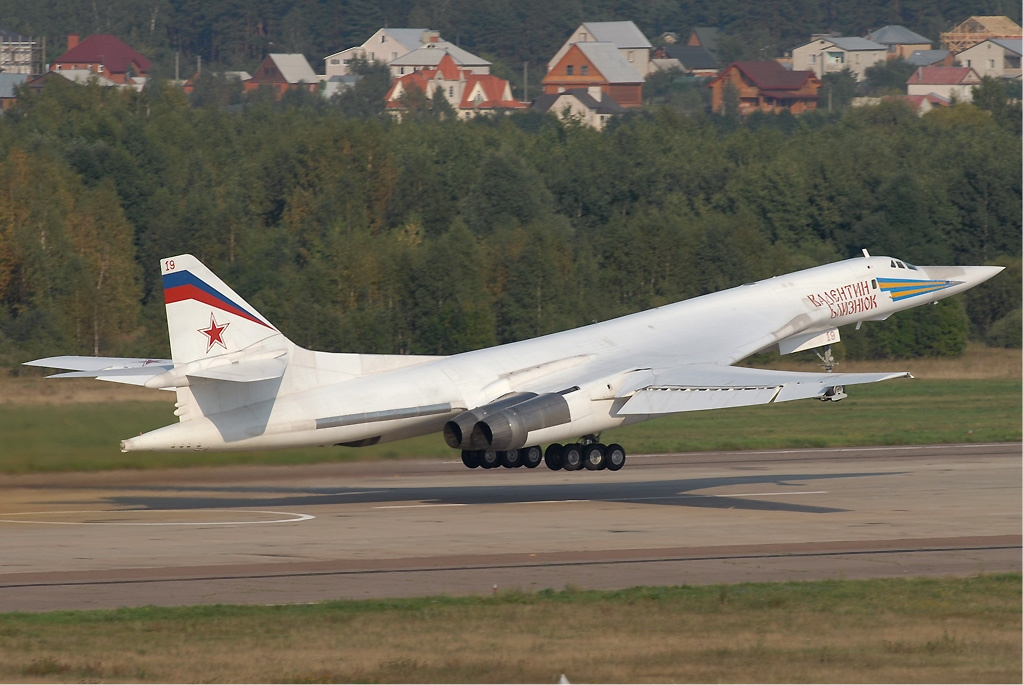
Um Tu-160 russo em 2007.

A génese do Tu-160 remonta ao ano de 1965, quando três importantes acontecimentos coincidem no tempo:
- O afastamento da vida política activa de Nikita Khrushchev, o qual nunca vira com bons olhos a arma aérea e parara a maioria dos programas de desenvolvimento da aviação militar da ex URSS.
- A formulação de uma nova doutrina de emprego de aeronaves para bombardeamento estratégico (Advanced Manned Strategic Aircraft (AMSA)),pela Força Aérea Norte-Americana a qual irá originar o Rockwell B-1A.
- O desenvolvimento já em curso do XB-70 Valkyrie.

A 28 de Novembro de 1967 é iniciada uma competição para a construção de um bombardeiro estratégico, com especificidades técnicas elevadas, como:
- Alcance bélico entre 11 000 e 13 000Km
- Velocidade máxima entre 3 200 e 3 500Km/h
- Alcance em velocidade subsónica e alta altitude entre 16 000 e 18 000m
- Armamento constituído por mísseis de cruzeiro nucleares Kh-45 e Kh-2000.[6]

Sukhoi apresentou um projecto com asa de geometria variável o qual designou T-4M, mas que rapidamente evoluiu, porque a disposição dos motores não permitia o transporte de armamento em casulos internos. Foi assim apresentada uma nova versão designada T-4MS que nada tinha de comum com a anterior, mas capaz de transportar dois mísseis Kh-45 internamente e outros dois externamente.

O gabinete de Myasishchev trabalhou em quatro modelos diferentes sob a designação M-20, no período entre 1967-1968.

Tupolev juntou-se na demanda de um bombardeiro estratégico, optando por desenhar um projecto que não visava as especificações pretendidas pelo governo, argumentando que o esforço tecnológico e financeiro para obter um bombardeiro de mach 3.0 não compensava, em comparação com um capaz de mach 2.3. Todos os seus projectos designados 160M foram baseados na asa delta do avião supersónico de transporte comercial Tupolev Tu-144.

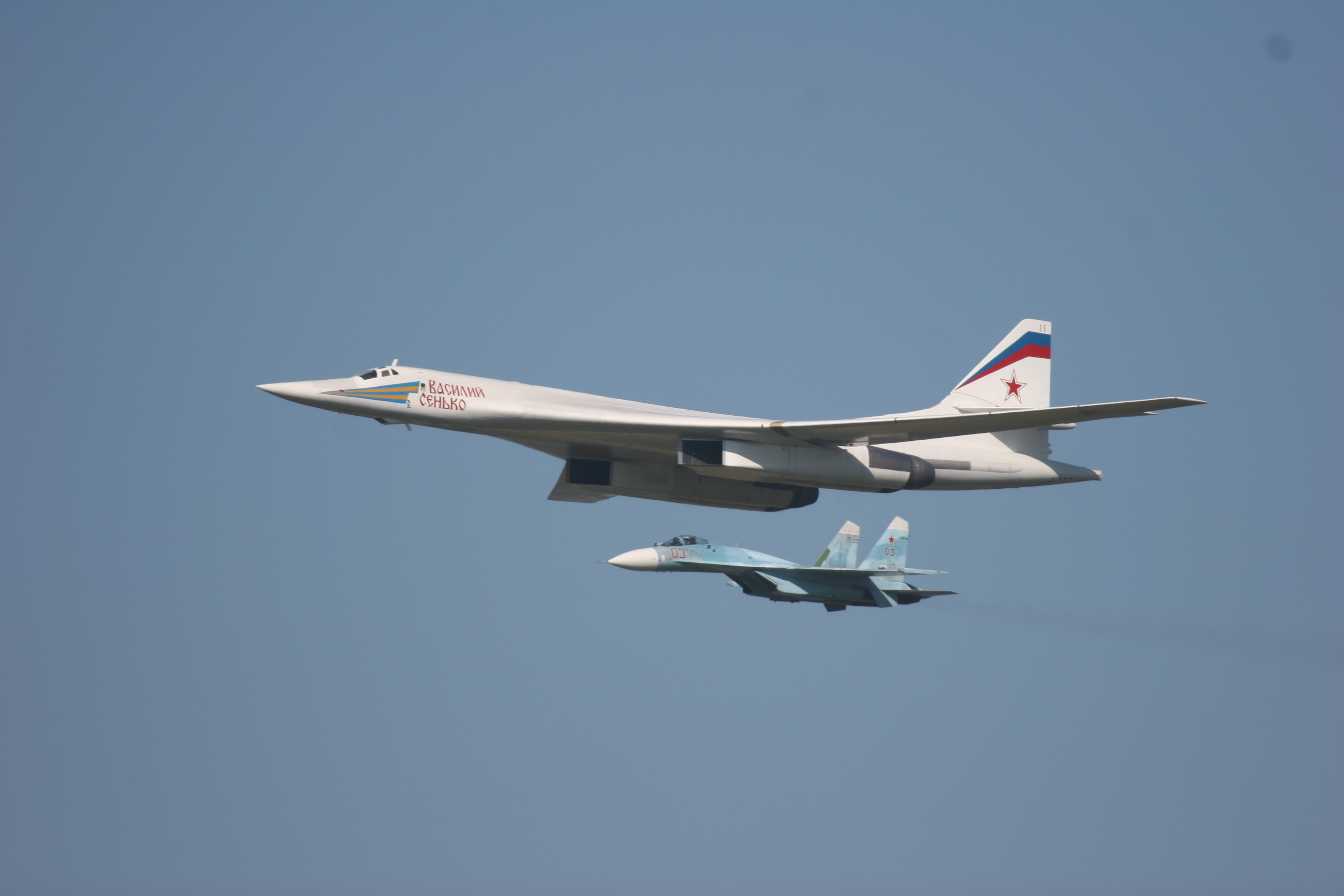
Tupolev Tu-160 Blackjack ("Vasily Sen'ko") acompanhado por um Sukhoi Su-27

Em 1972 a Força Aérea o escolheu o gabinete de Sukhoi como vencedor, que no entanto se mostrou incapaz de atingir as especificações exigidas, obrigando à abertura de uma segunda fase da competição, na qual foi diminuída a velocidade máxima para mach 2.3, possibilitando assim o regresso de Tupolev com o seu projecto 160M. Sukhoi retirou-se do projecto decidindo concentra-se no desenvolvimento de caças.
Nesta segunda fase o projecto M-18, uma derivação dos esboços elaborados por Myasishchev e designados M-20, foi declarado vencedor, pela Força Aérea com o apoio do TsAGI e do Conselho Científico-Tecnológica do Ministério da Indústria que apostaram na utilização de uma asa de geometria variável. Devido à equipe de desenvolvimento do gabinete de Myasishchev ter sido considerada demasiado pequena, para assegurar a grandeza do projecto, foi o departamento Tupolev encarregue do desenvolvimento, também mas não só devido à experiência acumulada desde 1930 no fabrico e desenvolvimento de bombardeiros. Com o auxílio dos respectivos departamentos governamentais e institutos de investigação científica foram escolhidos os sistemas da aeronave, bem como os motores que numa fase inicial seriam os Kuznetsov NK-25 que equipavam o Tu-22M3 Backfire, mas que devido à alta taxa de consumo de combustível foram preteridos a favor de um novo modelo (NK-32) desenvolvido especificamente para o Tu-160.

Em 1977 o projecto preliminar e uma maqueta à escala real, foram apresentados para apreciação da comissão estadual de aceitação, nesta fase Tu-160 seria equipado com dois mísseis nucleares Kh-45, no entanto o desenvolvimento do míssil de cruzeiro Americano AGM-86 ALCM, desencadeou na parte Russa uma contra resposta materializada no
míssil de cruzeiro nuclear de longo raio de acção Kh-55SM ou Kh-55 com carga explosiva convencional os quais passaram a ser a arma primária do Tu-160. Posteriormente os Kh-55 foram adaptados para ogivas nucleares. Os mísseis de cruzeiro convencionais usados são os Kh-555 e Kh-101.
Na construção da célula foram usadas de modo extensivo, materiais nada usuais na construção aeronáutica Soviética à época, (exceptuando casos pontuais), como ligas de titânio e de alumínio, ligas de aço de alta qualidade e materiais compósitos os quais constituem 28%, 48%, 15% e 3% respectivamente, do peso vazio do avião.

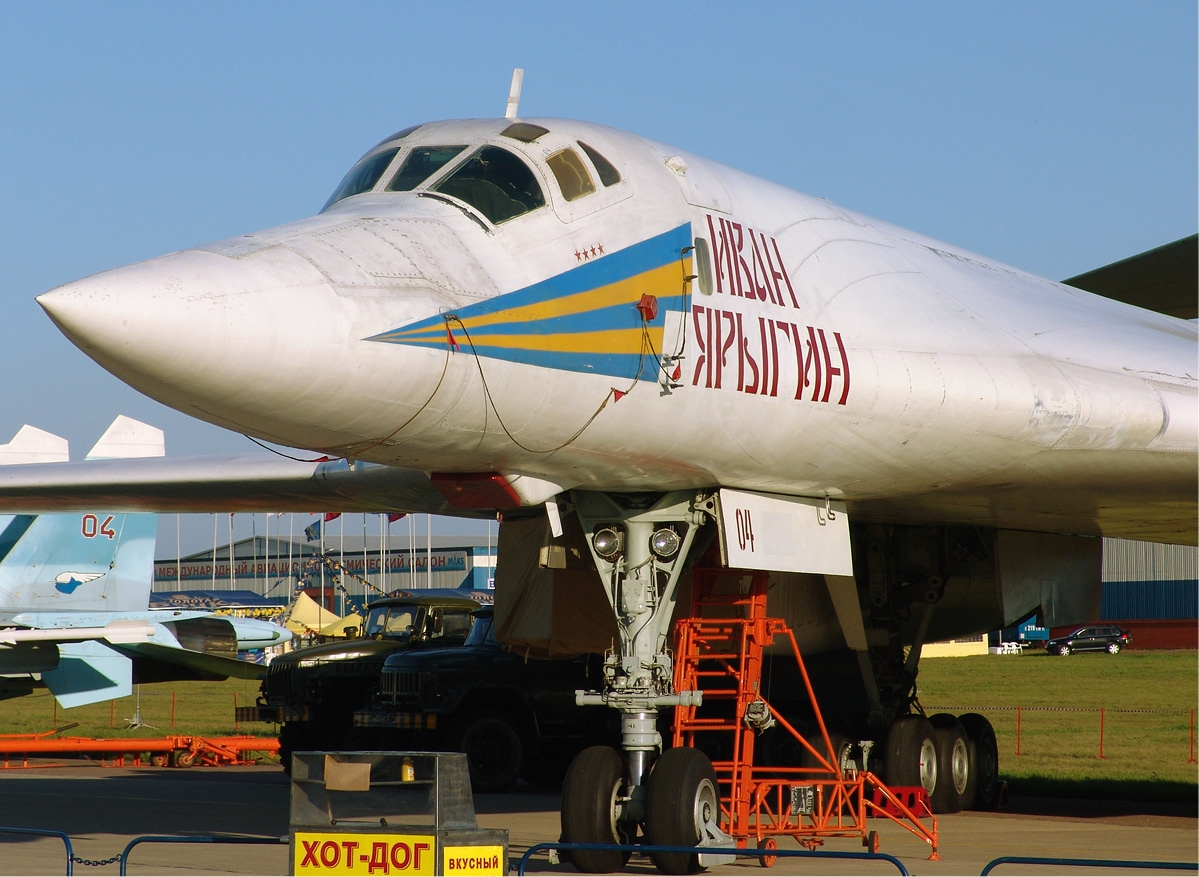
Pormenor da parte frontal do Tu-160

O primeiro de dois protótipos ficou pronto em 1981 e foi fotografado pela primeira vez a 25 de Novembro do mesmo ano, por um satélite de reconhecimento Norte-Americano. junto a um Tupolev Tu-144. Voou pela primeira vez a 18 de Dezembro de 1981, iniciando uma série de testes que de um modo geral tiveram sucesso, exceptuando a necessidade de uma nova geometria da cauda e pormenores de pouca importância relatados pela imprensa Soviética. Em 1985 foi tomada a decisão para a construção de cem exemplares, o que veio a ser contrariado pela evolução política e consequente desmembramento da União Soviética.

### Modernização
Desde 2008 o governo russo fala sobre modernizações nos bombardeiros Tu-160. Apenas 4 unidades foram modernizadas.
Em Abril de 2015 o Ministro da Defesa da Rússia Sergei Shoigu disse que os Tu-160 voltarão a ser produzidos e modernizados.
Segundo Shoigu a nova versão do Tu-160 terá capacidades "Stealth" O bombardeiro pesado Tupolev Tu-160 será equipado com um sistema rádio-eletrônico de combate avançado, altamente eficaz contra mísseis antiaéreos. Conhecido como "KRET".
Em 2018 dois Tu 160 estiveram presentes em manobras militares na Venezuela e no mar do Caribe, em conjunto com um Antonov An-124 e um Ilyushin Il-62

## Variantes
- Tu-160

Bombardeiro estratégico.
- TU-160M

Proposta de uma versão aumentada para transporte de dois mísseis de cruzeiro, hipersônicos e longo alcance (5 000 Km) Kh-90. 4 Unidades estão em serviço na Força Aérea Russa.
- TU-160 "KRET"

Versão "Steath" do Bombardeiro que contará com um sistema rádio-eletrônico de combate avançado.
O KRET está desenvolvendo um novo sistema de navegação, um complexo de mira, um sistema de controle de armas e outros equipamentos eletrônicos. Um total de 800 firmas e organizações estão envolvidas na modernização da aeronave.
- TU-160 NK-74

Versão com "Raio Operacional" estendido com Turbinas NK-74
- TU-160P

Proposta para uma variante de caça de escolta de muito longo raio de ação.
- TU-160PP

Proposta de uma variante de avião de escolta para interferência electrônica.
- TU-160R

Proposta para uma plataforma de reconhecimento estratégico.
- Tu-160SK

Versão comercial destinada ao lançamento de satélites, apresentada no Singapura Air Show de 1994 pelos parceiros Russos MKB Raduga, OKB MEI, Tupolev e a empresa Alemã OHB-System. No Paris air show de 1995, foi apresentado em exposição estática o Tu-160 0401, equipado com um foguete de dois andares  para o lançamento de satélites. Em 1998 os Alemães retiraram-se do projecto.

## Utilizadores
Rússia
Em Dezembro de 2010 estavam operacionais 26 Tu-160. Contudo no relatório dos acordos START apenas estão referenciados 16 aeronaves com capacidade operacional. Os 26 Tu-160 pertencem 121.º Regimento de Guardas de Bombardeiros Pesados a operar na Base aérea de Engels e estão referenciados do seguinte modo:
- 02 - Vasili Reshetnikov
- 03 - Pavel Taran
- 04 - Ivan Yarygin

- 05 - Aleksandr Golovanov
- 06 - Il'ya Muromets
- 07 - Aleksandr Molodchiy
- 08 - Vitali Kopylov
- 10 - Nikolai Kuznetsov
- 11 - Vasili Sen'ko
- 12 - Aleksandr Novikov
- 14
- 15 - Vladimir Sudets
- 16 - Aleksei Plokhov
- 17 - Valeri Chkalov
- 18
- 19 - Valentin Bliznyuk,

Além destas unidades, existem mais três baseadas em Zhukovskiy considerados aviões de teste, dos quais apenas um possui capacidade de voo. Uma quarta unidade de teste deu entrada na fábrica de Kazan para ser submetido a um programa de actualização.
 Ucrânia
Após o desmembramento da União Soviética a Ucrânia por decisão do seu parlamento tomou posse de todo o equipamento militar estacionado no seu território, no qual estavam englobados 19 Tu-160. Doze Unidades foram devolvidas a Rússia, com as outras foram desmanteladas. Em 2001 o ultimo Tu-160 ucraniano foi desmantelado. As unidades foram desmanteladas pelo alto custo de mantimento, falta de combustível e falta de peças.

## Especificações
- Tripulação: 4
- Comprimento, : 54,1m
- Altura: 13,1m

- Envergadura: 55,7m
- Àrea alar: 371,6m²
- Peso vazio: 110 000 kg
- Peso normal : 267 600 kg
- Peso máx. descolagem: 275 000 kg
- Combustível máximo: 171 000 kg
- Tecto de serviço: 15 000m
- Velocidade de descolagem: 270 km/h
- Velocidade de aproximação: 270 km/h
- Pista p/ descolar c/ peso máximo: 2,200m
- Pista p/ aterrar c/ peso máximo: 1,600m
- Veloc. máx. ao nível do mar: mach 1,0
- Veloc. máx em altitude: mach 2,05
- Carga G limite: +2,0
- Taxa de subida ao nível do mar: 70 m/s
- Alcance só combustível interno: 12 300 km
- Armamento: até 40 000 kg em compartimento (2) interno
- Motores: 4x Kuznetsov NK-32
- Potência: 4x 245.17Kn com pós-combustão

(Fonte)

### Comparativo
8x Pratt & Whitney
TF33-PW-3
|                                                 | Northrop B-2A                  | Rockwell B-1 B                 | Boeing B-52H                 | Tu-160            | Tu-95MS                           |
| ----------------------------------------------- | ------------------------------ | ------------------------------ | ---------------------------- | ----------------- | --------------------------------- |
| Tripulação                                      | 2                              | 4                              | 6                            | 4                 | 7                                 |
| Propulsão                                       | 4xGeneral Electric F118-GE-100 | 4xGeneral Electric F101-GE-102 | 8x Pratt & Whitney TF33-PW-3 | 4xKuznetsov NK-32 | 4xKuznetsov NK-12MP (turbo Prop.) |
| Potência máxima                                 | 4x 84,34Kn                     | 4x 104,05Kn                    | 8x 75.51Kn                   | 4x 245.17Kn       | 4x 15,000 Cv                      |
| Comprimento                                     | 21.0m                          | 45.78m                         | 47.8m                        | 54.95m            | 49.13m                            |
| Altura no solo                                  | 5.45m                          | 10.24m                         | 12.41m                       | 13.00m            | 13.30m                            |
| Envergadura                                     | 52.4m                          | 41.67/23,84m                   | 56.39 m                      | 57.7/35,6m        | 50.04m                            |
| Área das asas                                   | 465.m²                         | 181.2m²                        | 371,6m²                      | 293,15m²          | 289.9m²                           |
| Peso máx. à descolagem                          | 181,500Kg                      | 216,400Kg                      | 221,400Kg                    | 275,000Kg         | 185,000Kg                         |
| Carga militar                                   | 22,600Kg                       | 34,000Kg                       | 23,000Kg                     | 40,000Kg          | 20,800Kg                          |
| Carga de combustível                            | 73,000Kg                       | 88,450Kg                       | 181,800Kg                    | 171,000Kg         | 87,000Kg                          |
| Velocidade de cruzeiro                          | 850Km/h                        | 855Km/h                        | 837Km/h                      | 1,000Km/h         | 750Km/h                           |
| Velocidade máxima                               | 1,000Km/h                      | 1,270Km/h                      | 1,014Km/h                    | 2,000Km/h         | 830Km/h                           |
| Tecto máximo                                    | 12,500m                        | 15,240m                        | 16,700m                      | 15,000m           | 10,500m                           |
| Autonomia máxima (carregado, combust. interno)  | 11,100Km                       | 5,540Km                        | 15,470Km                     | 12,300Km          | 10,500Km                          |
| Autonomia máxima (carregado, 1 reabastecimento) | 18,500Km                       | n.d.                           | n.d.                         | n.d.              | 14,100Km                          |